# E mò/Balla Maria
E mò/Balla Maria è un singolo del cantautore Gianni Davoli pubblicato nel 1976.

## Descrizione
Il disco racchiude due brani entrambi scritti e composti da Gianni Davoli. Le canzoni sono state pubblicate nel 1976 con la casa discografica Cinevox. La seconda traccia del 45 giri intitolata Balla Maria parla dei forti sentimenti che lo stesso Gianni Davoli prova ancora nei confronti di Maria (una ragazza conosciuta da Davoli negli anni sessanta). Il suo modo di amare ancora Maria viene racchiuso insieme al concetto meraviglioso del ballo. Entrambi i brani sono inclusi nell'album Amore e favole pubblicato nel 1985.

## Tracce
1. E mò - 3:46 (G.Davoli)
2. Balla Maria 3:00 (G.Davoli)